# فلاديسلاف فيدوسوف
فلاديسلاف فيدوسوف (بالروسية: Федосов, Владислав Александрович)‏ هو لاعب كرة قدم بيلاروسي في مركز الوسط، ولد في 5 مايو 1998 في موجيلوف في بيلاروس. شارك مع منتخب بيلاروسيا تحت 21 سنة لكرة القدم. أما مع النوادي، فقد لعب مع نادي فيتيبسك.

## وصلات خارجية
- فلاديسلاف فيدوسوف على موقع قاعدة بيانات كرة القدم.إي يو (الإنجليزية)
- فلاديسلاف فيدوسوف على موقع Soccerway.com (الإنجليزية)